# 歐陽模
歐陽模（1535年—1607年），字宏甫，號八泉，福建泉州府南安縣人，明朝政治人物。

## 生平
嘉靖三十七年（1558年）戊午科福建鄉試第二十四名。嘉靖三十八年（1559年）己未科進士。歷官都察院都事、户部员外郎、寶慶府知府，萬曆六年（1578年）八月升廣西副使。

## 家族
曾祖歐陽夏；祖父歐陽鎬，義官；父歐陽深，援例授泉州衛指揮僉事。母洪氏。具慶下。

## 遺跡
清水岩千年樟木“枝枝朝北”旁，有一摩崖石刻，上刻“万历戊戌冬十月，晋江庄国祯、林云程、黄凤翔、林乔相、南安欧阳模、安溪詹仰庇同游此。”